# La virgen que forjó una patria
La virgen que forjó una patria (bra: A Virgem Que Forjou uma Pátria; usa: The Saint That Forged a Country) é um filme mexicano de 1942 dirigido por Julio Bracho e estrelado por Ramón Novarro. Faz parte de um grupo de filmes históricos criados com subsídios do governo, depois que o México declarou guerra à Alemanha e seus aliados após o naufrágio de dois navios mercantes mexicanos por torpedos alemães.

## Enredo
Em setembro de 1810, Miguel Hidalgo, Ignacio Allende, Ignacio Aldama e a Corregidora reuniram-se na casa do prefeito de Querétaro, organizando a insurreição, que se precipitaria após a descoberta da conspiração. Hidalgo decide tomar como padrão a imagem da Virgem de Guadalupe, explicando a Allende a história da imagem de Guadalupe e sua relação com a história do território. A ação se move para 1528, a queda do México-Tenochtitlán e o processo de conquista, em que se destaca a evangelização realizada nos territórios recém-conquistados, mas também as dificuldades e desavenças que tiveram no início entre conquistadores e conquistadores. evangelizadores, sendo a religião o aspecto que prevalece como elemento unificador.
Poucos anos depois, em 1531, no Cerro del Tepeyac, a imagem da Virgem apareceu a um índio chamado Juan Diego, sendo um acontecimento marcante para a história da nação que nasceu com o Grito da Independência.

## Elenco
- Ramón Novarro como Juan Diego
- Domingo Soler como Fray Martin
- Gloria Marín como Xochiquiáuit
- Julio Villarreal como Padre Hidalgo
- Paco Fuentes como Pedro de Alonso
- Felipe Montoya como Xiunel
- Alberto Galán como Frei Juan de Zumárraga
- Ernesto Alonso como Ignacio Allende
- Victor Urruchúa como Juan Aldama
- Manuel Pozos como Bernardino
- Mario Gil como Filho de Bernardino
- José Morcillo como Nuño de Guzmán
- Octavio Martínez como Delgadillo
- Margarita Cortés como esposa de Juan Diego
- José Elías Moreno como Capitão Ordaz
- Armando Velasco como Primeiro Familiar
- Humberto Rodríguez como segundo membro da família
- Jesús Valero como Carlos V